# Gustaf Bonde (1620–1667)
Gustaf Bonde, född 1 februari 1620, död 25 maj 1667 i Hamburg, var en svensk friherre och riksskattmästare.
Under Karl XI:s regentskap bidrog Bonde till att få ordning på statsfinanserna efter flera år med krig.

## Biografi
Gustaf Bonde var son till Carl Bonde (1581–1652) och Beata Oxenstierna. I sitt andra gifte med Anna Kristina Natt och Dag blev han far till Carl Bonde (1648–1699).
Bonde var i stort sett verksam inom finansförvaltningen i hela sitt liv. Han blev 1645 kammarråd, 1648 landshövding i Södermanlands län och riks- och kammarråd 1653. Han fick 1653 förläningen Malax och Laihela i Österbotten. 1655 blev han kommissarie för reduktionskollegiet. När Karl X Gustav dog 1660 blev Bonde riksskattmästare och kammarpresident mot kungens testamente. Hans tid kom att präglas av skuldfrågan. Bonde hade varit anställd i finansförvaltningen redan under drottning Kristinas tid och fått inblick i oredan i finanserna under hennes sista år.
Efter Karl X Gustavs tronbestigning fick han därför uppdraget att göra en noggrann översikt över hur mycket av statens inkomster som bortförlänats. I fråga om reduktionen intog Bonde en medlande ståndpunkt och ansåg att 1655 års beslut borde tillämpas med måtta. Han motsatte sig alla fortsatta försäljningar eller donationer av kronans gods men ansåg även att ingen ny reduktion borde ske. I striden om kungens testamente 1660 gav Bonde stöd åt adelns ståndpunkt och hävdade rådets rätt till delaktighet i regeringen.
Sedan han blivit riksskattmästare i november 1660, framlade han ett program för statshushållningen, som gick ut på en fredlig och sparsam politik. Flera donationer drogs in och ett beslut fattades att inga nya donationer skulle utdelas, förrän kronan lyckats öka sina skatteinkomster med 260 000 daler. Beslutet respekterades dock inte, och Bonde ansökte och fick till och med själv en betydande donation. Trots detta lyckades man förbättra statens finanser och gjorde betydliga avbetalningar på statsskulden 1661–64.
Bondes hushållningsplan bekämpades dock av Magnus Gabriel De la Gardie, som riktade hård kritik mot Bondes och kammarens förvaltning. Främst gällde kritiken den långsamhet han visat i framskaffande av pengar till det av Bonde starkt ogillad kriget mot Bremen 1665, något som troligen bidrog till krigets utgång. I fråga om myntet och banken genomdrev Bonde, att kopparmyntningen upphörde och silvermyntet (jämte guldmynt) blev det enda laglag, och föreslog att de tre högre stånden jämte Stockholms magistrat skulle gå in som garanter för Palmstruchska banken.

## Bondeska gravkoret vid Spånga kyrka
I politiskt hänseende var Bonde en utpräglad aristokrat och verkade för en nära sammanhållning mellan rådet och adeln. Under sitt sista år var Bonde sjuklig och avled i Hamburg på väg hem från en utländsk badresa. Gustaf Bonde var ägare till Hässelbygodset i Spånga socken i Sollentuna härad och han bodde på Hässelby slott och är därför begravd i Spånga kyrka i Stockholm.
Vid Gustaf Bondes bortgång 1667  lät makan Anna Christina Persdotter Natt och Dag (1630–1692) uppföra gravkapellet vid Spånga kyrka. Gravkoret byggdes till kyrkan i öster 1673 efter ritningar av arkitekten Nicodemus Tessin den äldres ritningar. Det var troligen den italiensk-svenske stuckatören Carlo Carove, som kom till Sverige omkring 1667, som utförde utsmyckningen i stuck. Gravkoret bryter helt mot kyrkans  övriga arkitektur, men den hör till sin tids betydande arkitektur. Gravkoret har fin artikulering med lister, ornament och inskriptionstavlor samt en liten avslutande kupol. I gravkoret är Gustaf Bonde och hans maka samt deras efterkommande begravda.

## Bilder från Spånga kyrka och det Bondeska gravkoret

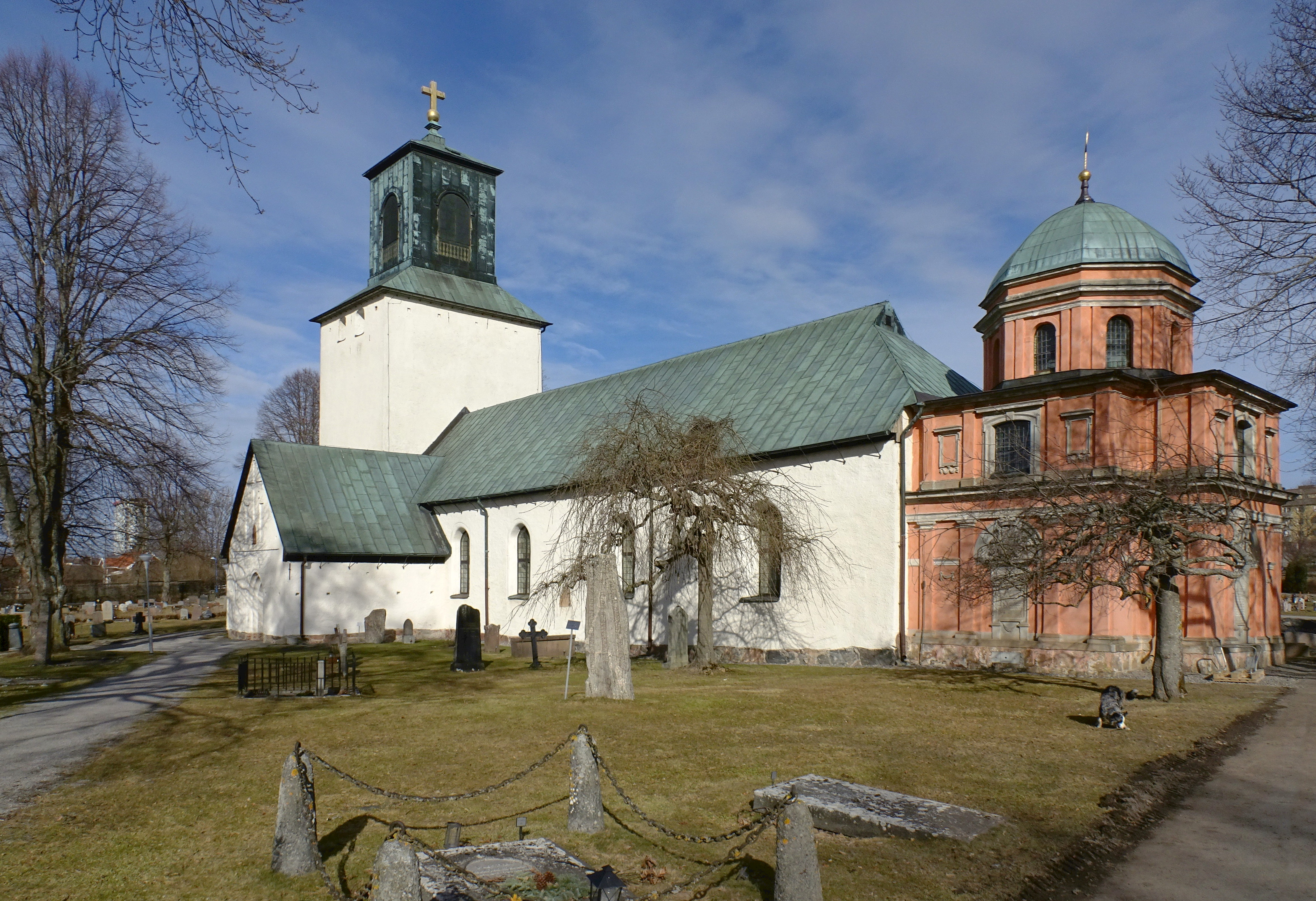
Spånga kyrka, byggdes under andra hälften av 1100-talet i den tidigare Spånga socken i nuvarande Västerort i Stockholms län, och gravkapellet tillfogades kyrkan  i öster 1673.
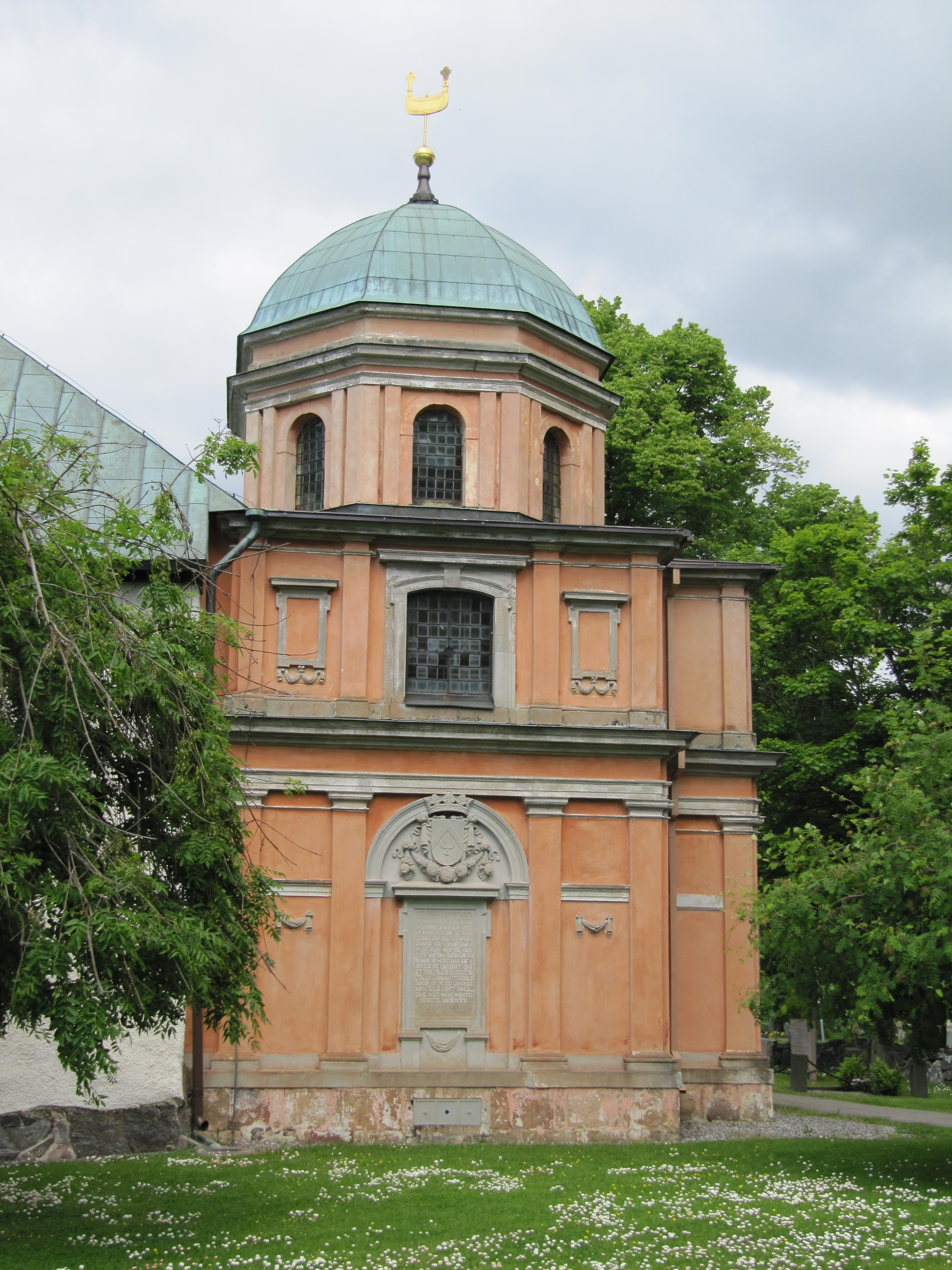
Bondeska gravkoret vid Spånga kyrka, som makan Anna Christina Natt och Dag lät uppföra 1673 efter Nicodemus Tessin den äldres ritningar.
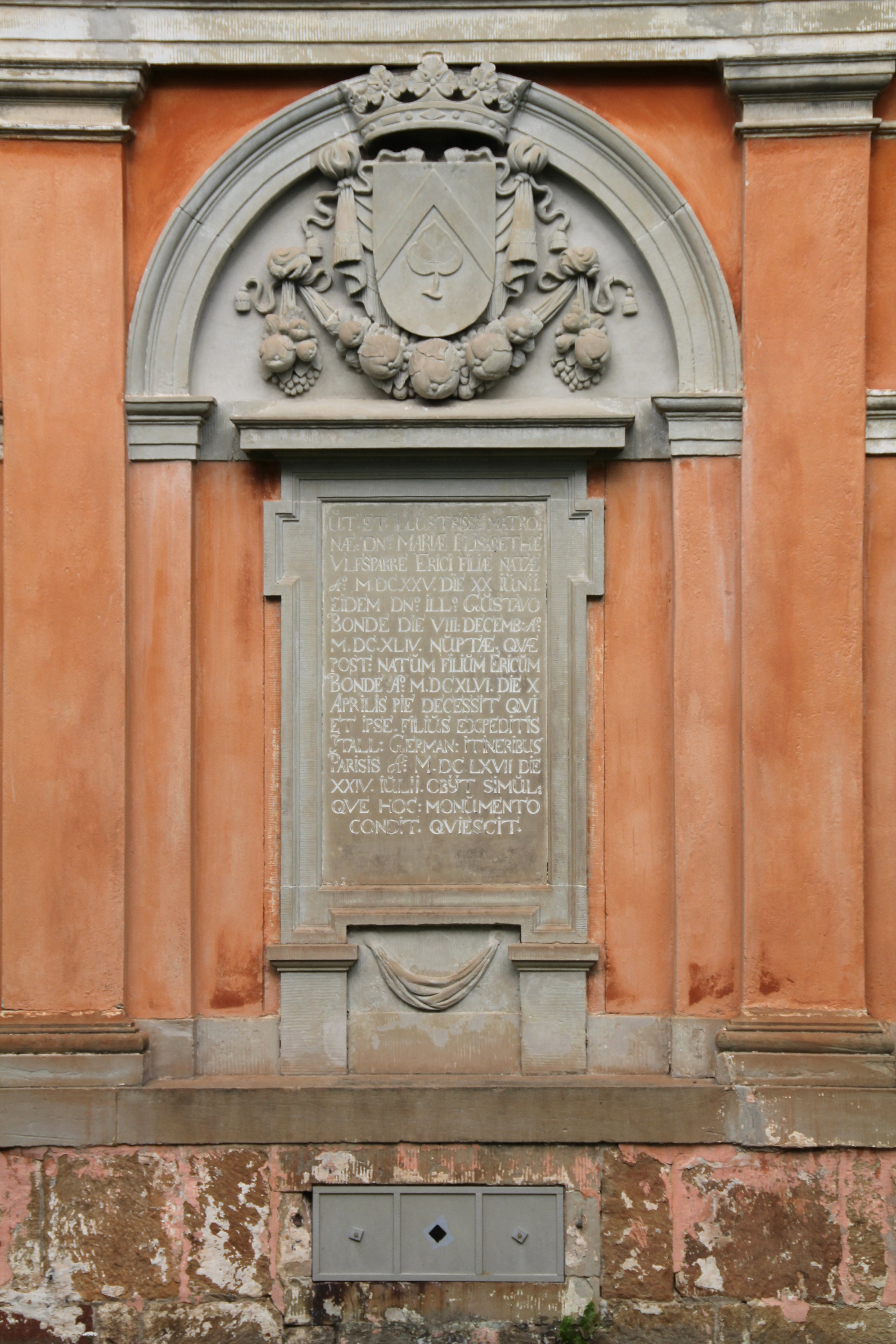
Carl Bondes hustrus, Maria Elisabet Ulfsparre af Broxvik, vapen vid Bondeska gravkoret, Spånga kyrka.
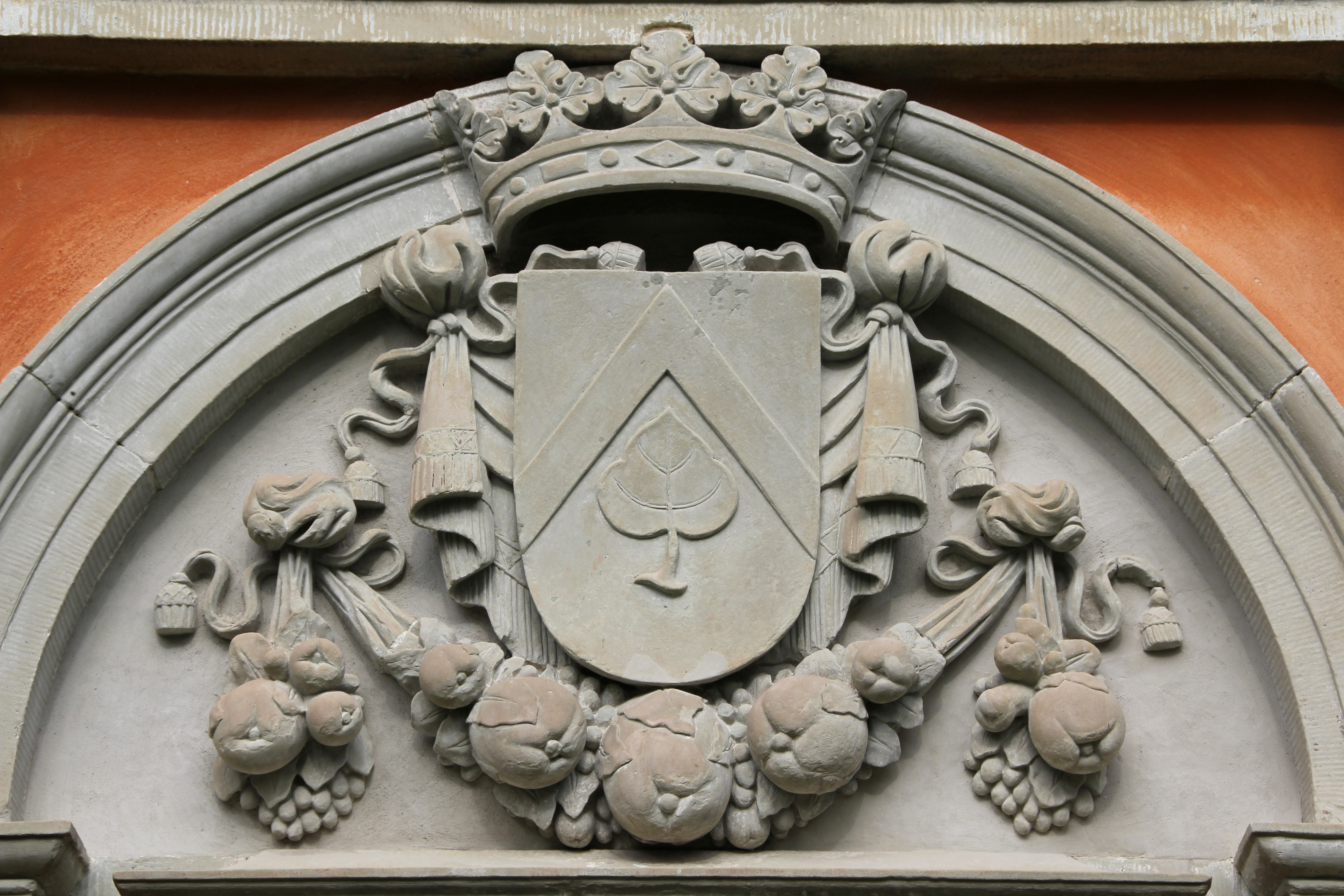
Detalj av samma vapen vid Bondeska gravkoret, Spånga kyrka, detalj.